# Aphetea inconspicua
Aphetea inconspicua är en insektsart som beskrevs av Fowler. Aphetea inconspicua ingår i släktet Aphetea och familjen hornstritar. Inga underarter finns listade i Catalogue of Life.